# أنيت ميكلسون
أنيت ميكلسون (بالإنجليزية: Annette Michelson)‏ هي كاتِبة وصحفية وناقدة سينمائية ومترجمة أمريكية، ولدت في 7 نوفمبر 1922 في مانهاتن في الولايات المتحدة، وتوفي بنفس المكان في 17 سبتمبر 2018 بسبب خرف.

## روابط خارجية
- أنيت ميكلسون على موقع IMDb (الإنجليزية)
- أنيت ميكلسون على موقع روتن توميتوز (الإنجليزية)
- أنيت ميكلسون على موقع قاعدة بيانات الفيلم (الإنجليزية)